# Grim Rock
Der Grim Rock (von englisch grim ‚grimmig, düster, trostlos‘) ist ein vom Meer überspülter Rifffelsen im Wilhelm-Archipel vor der Westküste der Antarktischen Halbinsel. Im Grandidier-Kanal liegt er 5 km südsüdöstlich der Gedges Rocks und 16 km westnordwestlich des Kap Pérez.
Teilnehmer der British Graham Land Expedition (1934–1937) unter der Leitung des australischen Polarforschers John Rymill entdeckten ihn und benannten ihn deskriptiv nach seiner Erscheinung.